# Beneš
Beneš je priimek več znanih oseb:
- Bohuš Beneš (1901–1977), češki diplomat in pisec, univ. prof. v ZDA
- Božena Benešová (née Zapletalová) (1873–1936), češka pisateljica in pesnica
- Edvard Beneš (1884–1948), češki politik in državnik
- Emilie Benes Brzezinski (1932–2022) švicarsko-ameriška kiparka, žena Zbigniewa Brzezinskega
- František Beneš (*1928), češki zgodovinar
- Hana Benešová (prv. Anna Vlčková) (1885–1974), češka medicinska sestra, žena Edvarda Beneša in predsednica Rdečega križa
- Hana Benešová (*1975), češka atletinja
- Ivan Beneš (*1960), češki košarkar, trener
- Iveta Benešová (*1983), češka tenisačica
- Jan Beneš (1936–2007), češki književnik
- Jara Beneš (1897–1949), češki skladatelj
- Jiří Beneš (1898–1966), češki novnar in politik, pisec spominov na koncentracijsko taborišče
- Josef Beneš/Joseph Benesch (1895–1873), češki violinist, koncertni mojster in skladatelj v Ljubljani
- Josef Beneš (1902–1984), češki jezikoslovec
- Juraj Beneš (1940–2004), slovaški skladatelj
- Ladislav Beneš (*1943), češkoslovaški rokometaš
- Ladislav Benesch (1845–1922), avstrijski vojak in slikar nemško-češkega porekla, tudi na Slovenskem
- László Bénes (*1997), slovaški nogometaš (madžarskega porekla)
- Libuše Benešová (*1948), češka političarka, predednica senata
- Lubomír Beneš (1935–1995), češki filmski animator in režiser
- Luděk Beneš (1937–2016), češki kanuist na divjih vodah
- Luděk Beneš (*1954), češki zgodovinar
- Marie Benešová (*1948), češka političarka, ministrica za pravosodje
- Marijan Beneš (1951–2018), jugoslovanski  boksar
- Otokar Beneš (1869–?), češki diplomat, konzul v Ljubljani
- Pavel Beneš (1894–1956), češki konstruktor letal
- Pavel Beneš (*1975), češki košarkar
- Svatopluk Beneš (1918–2007), češki igralec
- Thomas A. Benes (1951–2014), general ameriških marincev
- Václav Beneš (1865–1919), češki pedagog, publicist, politik ...
- Václav Beneš (1872–1944), češki operni pevec, tudi v Ljubljani
- Václav Beneš (1910–1972), češki pravnik, univ. prof. v ZDA
- Václav Beneš Šumavský (1850–1934), češki novinar, pisatelj in prevajalec
- Václav Beneš Třebízský (1849–1884), češki romanopisec
- Václav Edvard Beneš (*1931), češko-ameriški matematik
- Vincenc Beneš (1883–1979), češki slikar
- Vít Beneš, češki nogometaš
- Vlastimil Beneš (1919–1981), češki slikar
- Vojta Beneš (1878–1951), češki pedagog in politik